# 新三郷浄水場

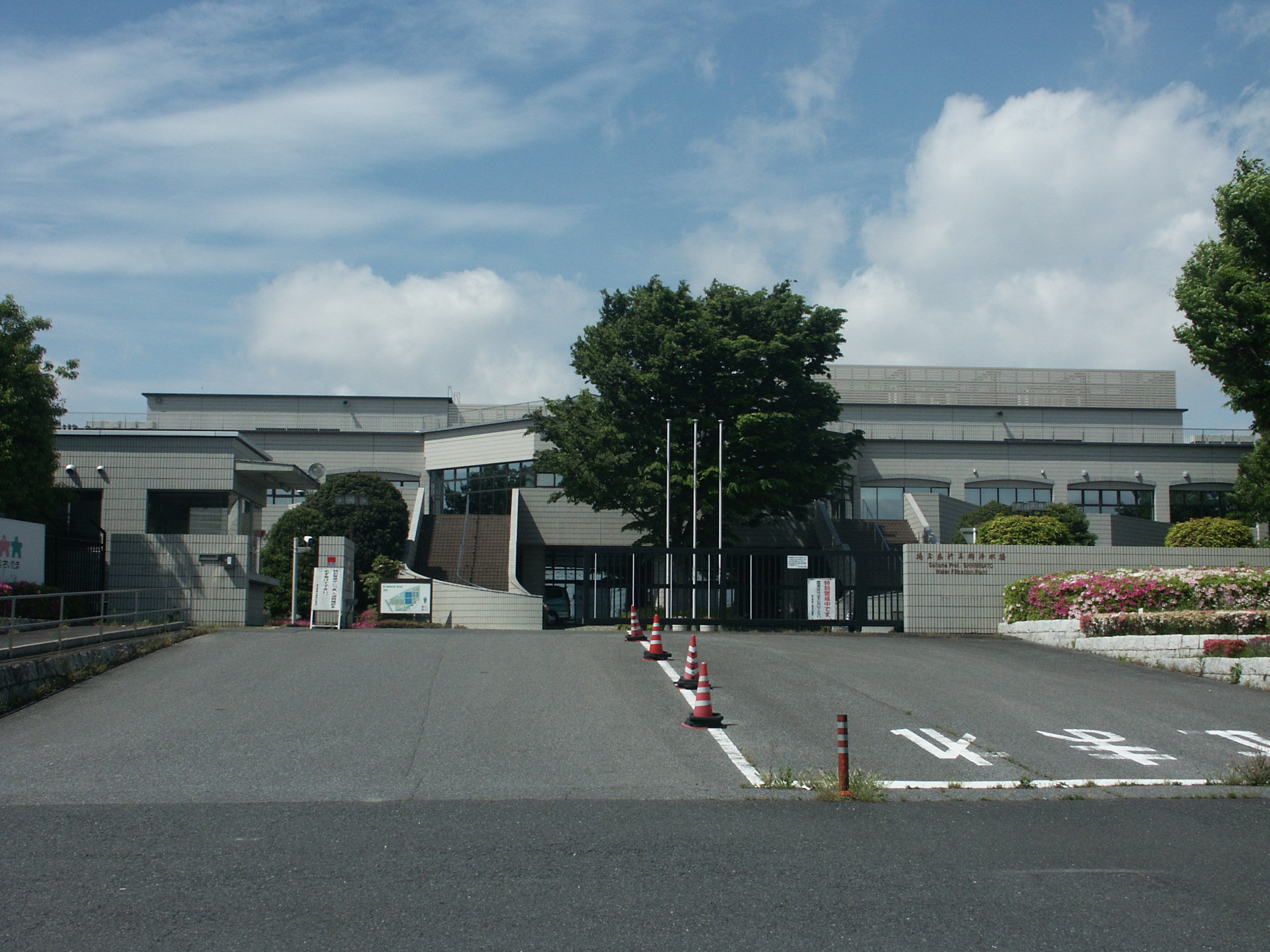
新三郷浄水場

新三郷浄水場（しんみさとじょうすいじょう 英: Shin-Misato Purification Plant）は、埼玉県三郷市南蓮沼にある埼玉県企業局で4番目に設置された浄水場。
1990年7月通水。原水は利根川系の江戸川の表流水から引き入れ、自然流下で東京都水道局三郷浄水場（一部施設を共有）へ導水する。三郷浄水場の原水ポンプから新三郷浄水場の着水井に揚水した後、浄水処理され、大久保系・庄和系の各送水管へ送られ、県南部の受水団体の水道用水となる。

## 概要
- 建設開始 1986年10月18日
- 給水開始 
  - 1990年7月1日（第一期）183,000立方メートル/日
  - 1996年4月1日（第二期）182,000立方メートル/日

- 施設能力
  - 最大給水能力 365,000立方メートル/日　　
  - 送水管路延長　21,046メートル　　
  - 敷地面積　　　143,241平方メートル

- 給水対象: 三郷市、吉川市、草加市、越谷市、川口市、八潮市の一部（給水対象人口：約100万人）

## 三郷浄水場と共用している施設の特徴
- 取水口

横越流方式の潜り堰で浄水場から南東約1.8kmの江戸川右岸に8門を連続配置し、各門から取り入れた原水は扇形水路で取水樋管に集水し、取水所の接合井に導水する。取水樋管入口にはゲート及び操作室を配置している。
- 取水所

取水する為の管理施設で、取水接合井（縦6.6m×横19.0m×高さ21.9m）、取水ゲート（鋼製電動ローラーゲート、2,500mm×2,000mm）、流量計、取水量を調節する流量調節弁（鋼製電動バタフライ弁、φ2,600mm×2）、水質監視用水質計器等を設置している。また停電時に備えて自家発電設備（ガスタービン三相交流同期発電機、210V×225kVA）を1台設けてある。
- 原水ポンプ所

原水ポンプは三郷浄水場用（立軸斜流ポンプ1台、横軸両吸込渦巻ポンプ4台）及び埼玉県企業局新三郷浄水場用（横軸両吸込渦巻ポンプ4台）があり、双方とも液体抵抗器による二次抵抗法を用いた回転数制御及び台数制御により、原水量の変動に対応している。新三郷浄水場用の機器一式は東京都水道局が維持管理している。